# للاي سيبانو
للاي سيبانو (بالرومانية: Ilie Cebanu)‏ (29 ديسمبر 1986 بكيشيناو في مولدوفا - ) هو لاعب كرة قدم مولدوفي في مركز حراسة المرمى. شارك مع منتخب مولدوفا تحت 21 سنة لكرة القدم ومنتخب مولدوفا لكرة القدم. أما مع النوادي، فقد لعب مع توم تومسك وروبين كازان وزمبرو تشيسيناو وشتورم غراتس وفيسوا كراكوف ونادي كارنتين وFC Volgar Astrakhan ‏ ونادي موردوفيا سارانسك وFC St. Veit ‏ وKapfenberger SV ‏.

## وصلات خارجية
- للاي سيبانو على موقع الاتحاد الأوربي (الإنجليزية)
- للاي سيبانو على موقع قاعدة بيانات كرة القدم.إي يو (الإنجليزية)
- للاي سيبانو على موقع ناشيونال فوتبول تيمز (الإنجليزية)
- للاي سيبانو على موقع Soccerway.com (الإنجليزية)
- للاي سيبانو على موقع عالم كرة القدم.نت (الإنجليزية)